# Piccoli per sempre
Piccoli per sempre è un singolo del rapper italiano J-Ax, il secondo estratto dal primo album in studio Di sana pianta e pubblicato il 27 ottobre 2006.

## Descrizione
Piccoli per sempre parla della nostalgia dell'infanzia che si prova una volta divenuti adulti, spiegando che alcune sere è necessario essere "piccoli per sempre", ovvero dimenticarsi dei problemi della vita, lasciarsi andare, e passare ancora qualche momento di totale spensieratezza.

## Tracce
CD singolo (Italia)
1. Piccoli per sempre
2. Piccoli per sempre (Strumentale)
3. Piccoli per sempre (Fabio B Remix)
4. Te amo o te mato

Download digitale
1. Piccoli per sempre – 4:00